# Kwangonia feshiensis
Genre
Espèce
Kwangonia feshiensis, unique représentant du genre Kwangonia, est une espèce d'opilions laniatores de la famille des Pyramidopidae.

## Distribution
Cette espèce est endémique du Congo-Kinshasa. Elle se rencontre vers Feshi, Mwenga, Walikale et Kalehe.

## Description
Le mâle holotype mesure 2,3 mm.

## Étymologie
Son nom d'espèce, composé de feshi et du suffixe latin -ensis, « qui vit dans, qui habite », lui a été donné en référence au lieu de sa découverte, Feshi.

## Publication originale
- Kauri, 1985 : « Opiliones from Central Africa. » Annalen - Koninklijk Museum voor Midden-Afrika, vol. 245, p. 1–168.